# Leutsch

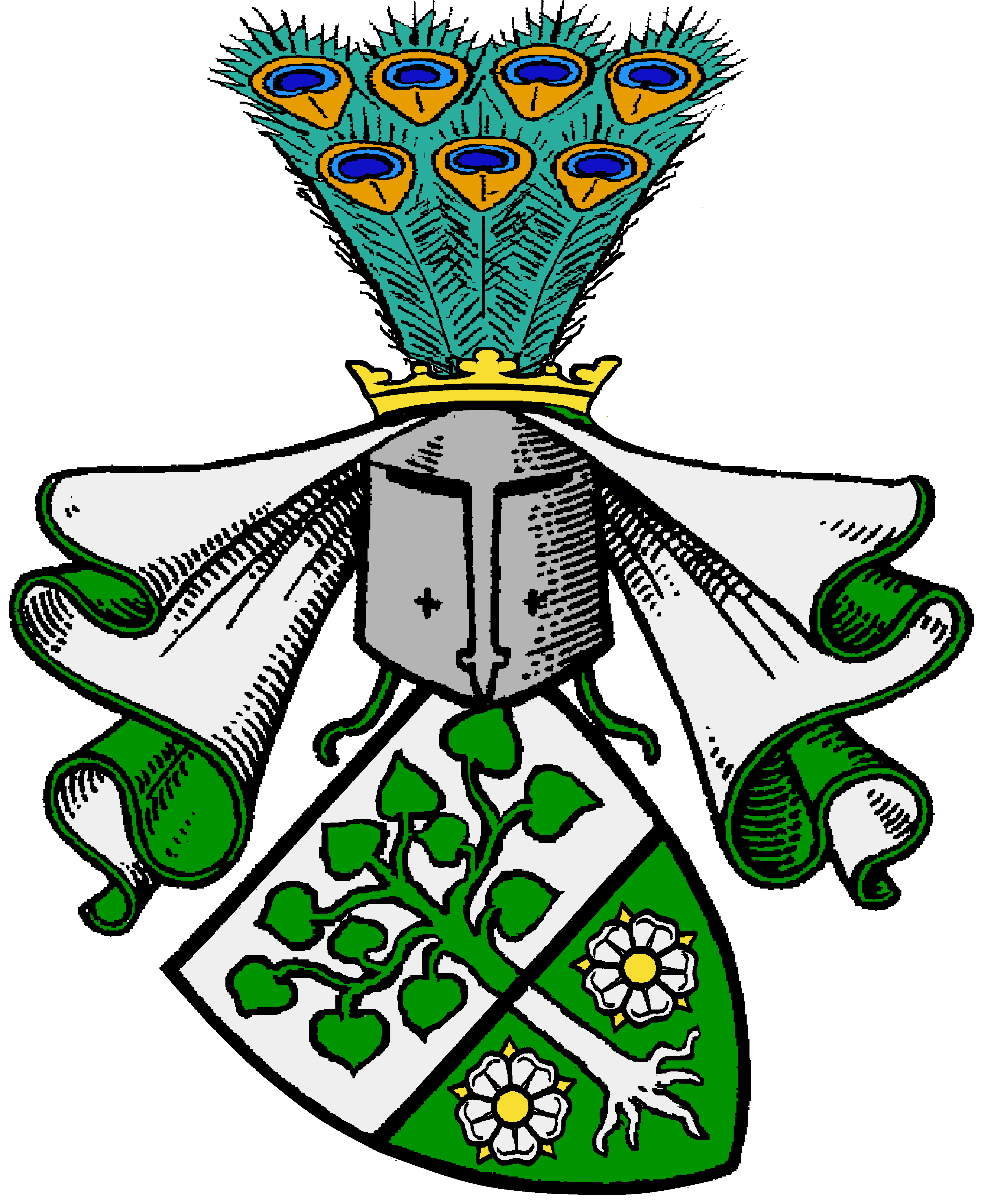
Wappen derer von Leutsch

Leutsch, historisch auch Luszh, Lus, Lutzsch, Leitzsch, Lewtzsch, Leuitzsch oder Leuitsch, ist der Name eines alten, aus der Markgrafschaft Meißen stammenden Adelsgeschlechts, das sich späterhin auch in Schlesien und Hannover ausbreiten konnte und schließlich auch in Preußen zu einigem Ansehen gelangte.

## Geschichte
Das Geschlecht hat sein Stammhaus in Lindenau bei Leipzig und erscheint urkundlich zuerst mit Didericus de Lindenowe 1182. Dies macht die Familie zu den Wappen- und Stammverwandten der von Lindenau. Ab dem Jahr 1285 besaß die Familie ihr namensstiftendes Gut Leutzsch bei Leipzig, nach dem sie seit 1348/49 urkundlich als von Lutzsch und mit Otto von Leutsch 1377 genannt wurde. Die gesicherte und durchgängige Stammreihe beginnt mit Hans von Lewtzsch († 1541), Erbherr auf Seegrehna und Klitzschen.

## Angehörige
- Christian Karl Wilhelm von Leutsch (1723–1798), preußischer Generalmajor
- Karl Christian von Leutsch (1798–1881), deutscher Autor
- Friedrich August von Leutsch (1757–1818), Jurist, sächsischer Diplomat und hannoverscher Gerichtsvizepräsident
- Ernst von Leutsch (1808–1887), klassischer Philologe und Professor in Göttingen

## Wappen
Das Stammwappen zeigt im von Silber und Grün geteilten Schild einen natürlichen Lindenbaum, unten beseitet von zwei silbernen Rosen. Auf dem Helm mit grün-silbernen Decken ein natürlicher Pfauenschweif.

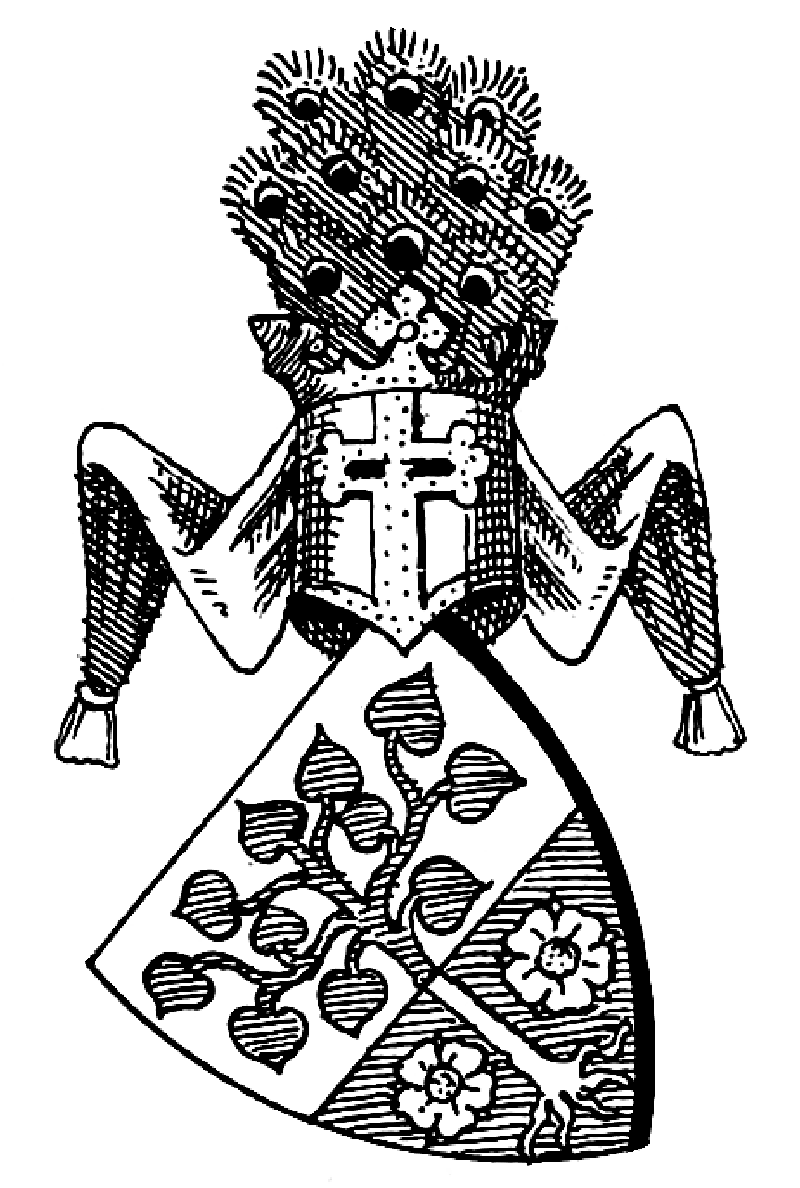
Wappen derer von Leutsch bei Siebmacher (1870)
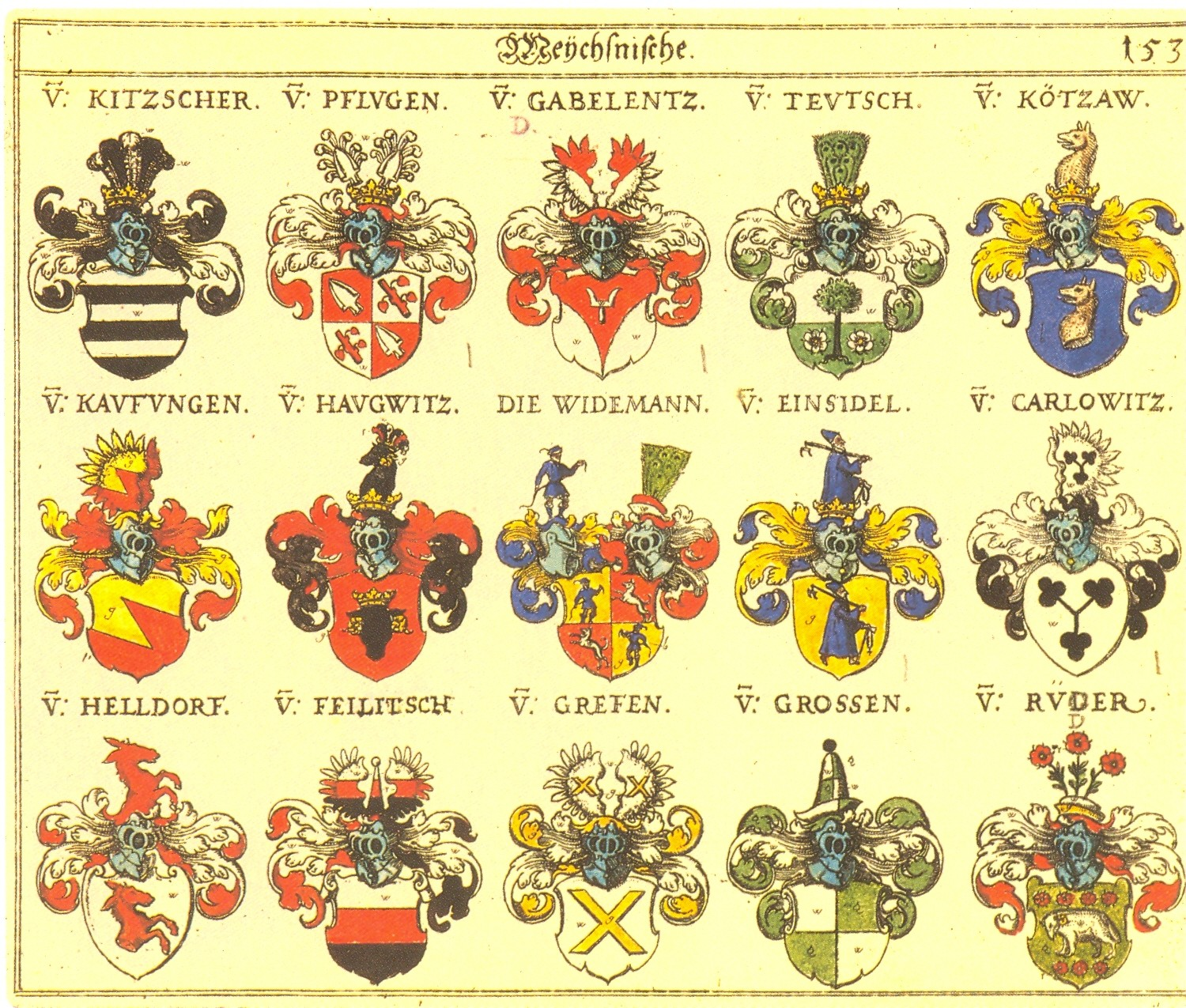
Wappen derer von Leutsch im Siebmacher (1605), falsch Teutsch genannt
Wappen derer von Leutsch im Siebmacher unter ausgestorbener Anhaltischer Adel
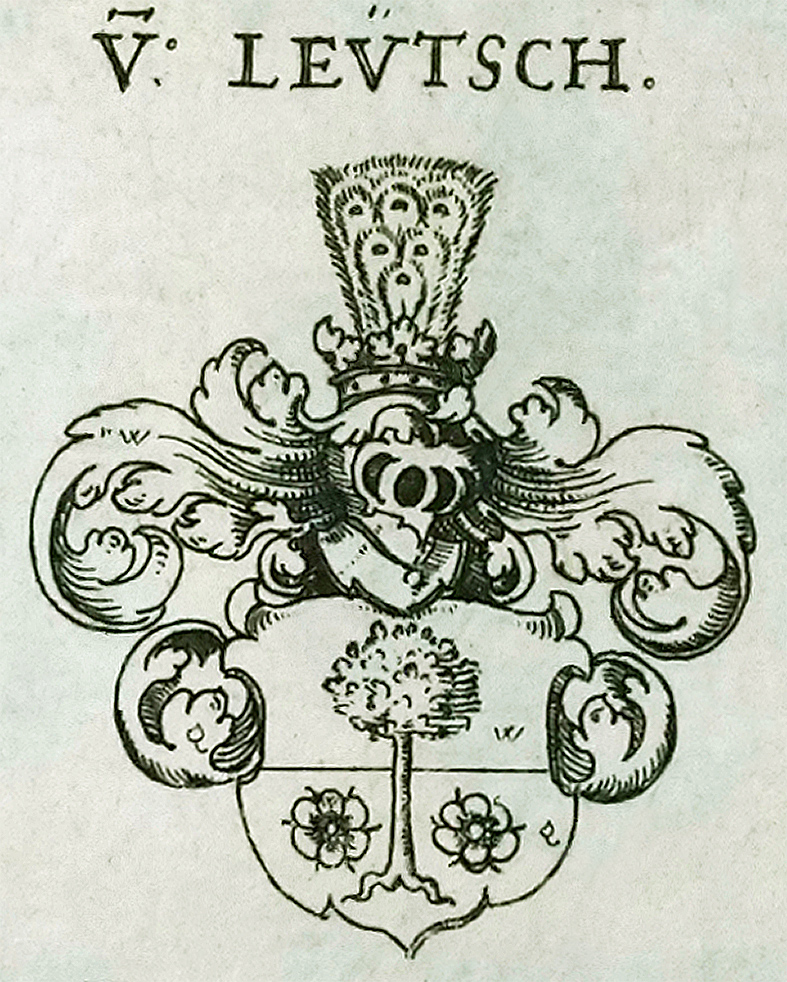
Wappen "V. Leutsch". Aus: Johann Siebmacher: Erneuert- und Vermehrtes Wappen-Buch [...]. Paul Fürst, Nürnberg 1695, Bl. 153.
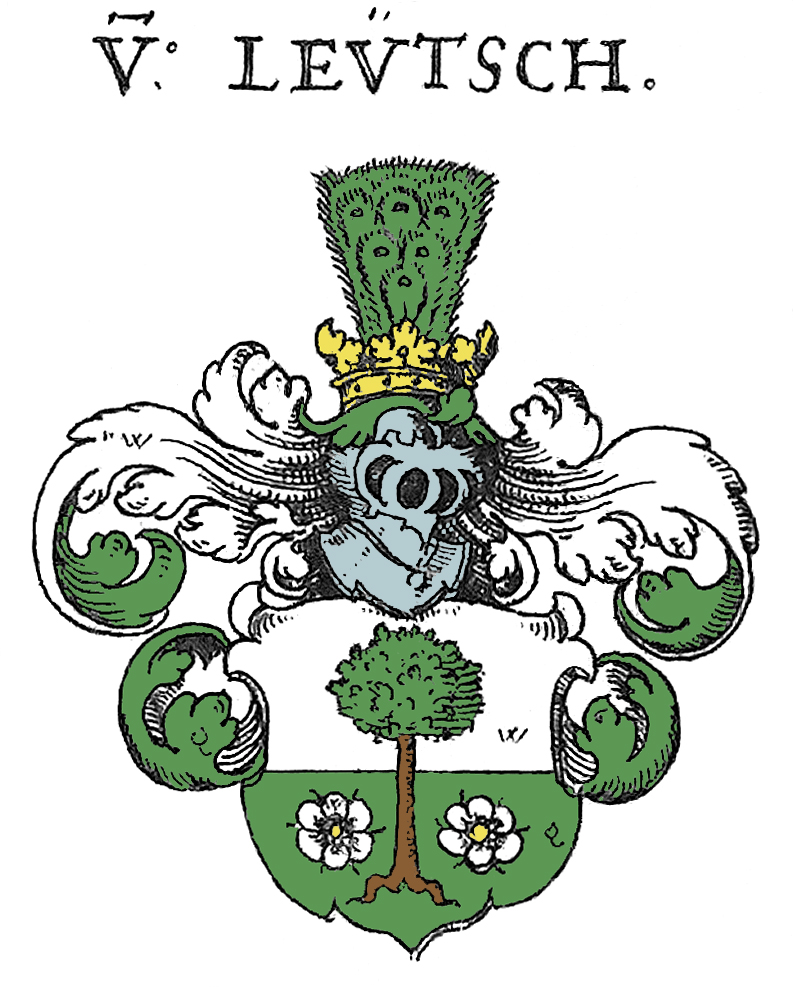
Wappen "V. Leutsch". Aus: Johann Siebmacher: Erneuert- und Vermehrtes Wappen-Buch [...]. Paul Fürst, Nürnberg 1695, Bl. 153. (nachkoloriert)
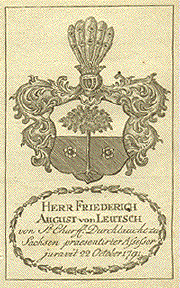
Wappen des Friedrich August von Leutsch (1791)
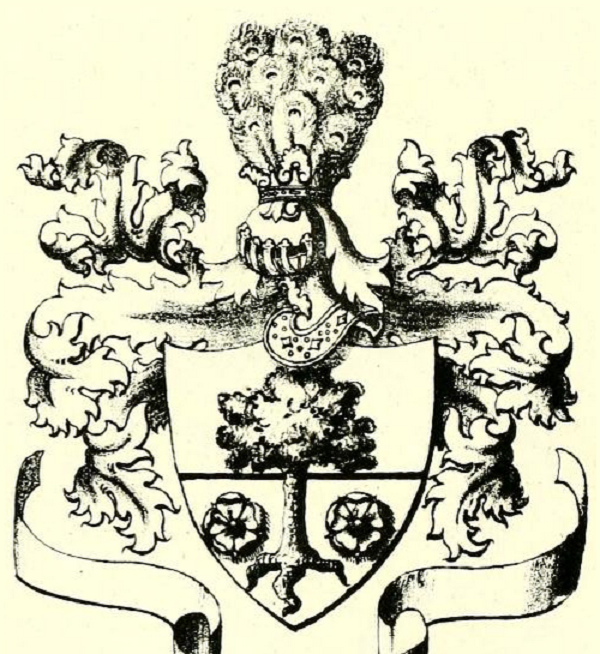
Wappen im Wappenbuch des Königreichs Hannover und des Herzogtums Braunschweig (1852)